# Анна фон Хесен-Филипстал-Бархфелд
Анна Фридерика Вилхелмина фон Хесен-Филипстал-Бархфелд (на немски: Anna Friderica Wilhelmine Landgräfin von Hessen-Philippsthal-Barchfeld) от Дом Хесен е ландграфиня на Хесен-Филипстал-Бархфелд и чрез женитба графиня на Графство Липе-Детмолд.

## Биография
Родена е на 14 декември 1735 година в Ипер, Фландрия, Белгия. Тя е дъщеря (деветото дете) на ландграф Вилхелм фон Хесен-Филипстал-Бархфелд (1692 – 1761) и съпругата му принцеса Шарлота Вилхелмина фон Анхалт-Бернбург-Шаумбург-Хойм (1704 – 1766), дъщеря на княз Лебрехт фон Анхалт-Бернбург-Хойм (1669 – 1727) и втората му съпруга фрайин Еберхардина Якоба Вилхелмина ван Вееде (1682 – 1724).
Анна фон Хесен-Филипстал-Бархфелд се омъжва на 21 септември 1767 г. в Бархфелд, Вилхелмсбург, за граф Лудвиг Хайнрих Адолф фон Липе-Детмолд (* 7 март 1732, Детмолд; † 31 август 1800, Лемго), регент на Детмолд, син на Симон Хайнрих Адолф цур Липе-Детмолд (1694 – 1734) и принцеса Йохана Вилхелмина фон Насау-Идщайн (1700 – 1756). Бракът е бездетен.
Анна фон Хесен-Филипстал-Бархфелд умира на 49 години на 7 януари 1785 година в Лемго, Аненхоф, и е погребана там. Нейният съпруг Адолф фон Липе-Детмолд се жени втори път на 10 април 1786 г. за Луиза Амалия фон Изенбург и Бюдинген (1764 – 1844).